# アウグスト・ベーメ
- アウグスト・ボーム

アウグスト・ベーメ（Augusto Böhme、1997年6月11日 - ）は、メジャーリーグラグビー、ニューオーリンズ・ゴールドに所属するラグビーユニオン選手。

## プロフィール
- チリ、サンティアゴ出身[1]。
- ポジションはフッカー(HO)。
- 身長 175cm、体重 97kg
- チリ代表キャップは31（2024年12月現在）でラグビーワールドカップ2023のチリ代表に選ばれた[2]。

## 略歴
セルクナム、シアトル・シーウルブズ、ダラス・ジャッカルズを経て、2024年、ニューオーリンズ・ゴールドに加入。